# Ахизская епархия
Ахизская епархия (груз. ახიზის საეპისკოპოსო) — одна из древнейших епархий исторической Грузии, расположенная в области Кларджети (совр. провинция Артвин, Турция). Основана в V веке, при царе Вахтанге I Горгасали. Территория епархии охватывала долины рек Артануджи и Имерхеви (притоки Чороха), включая крепость Ахиза и основанный Вахтангом город Артануджи.
Согласно «Житию Вахтанга Горгасали» Джуаншера, царь, вернувшись из похода, повелел Артавазу построить крепость Артануджи, основать там монастырь и три церкви — в Бери, Шиндоби и Ахизе. Позднее в церкви Ахизы Вахтанг учредил епископскую кафедру. Епархия просуществовала до VIII века, когда была уничтожена в ходе нашествия Марвана ибн Мухаммада в Грузию.
Руины храма Ахизы находятся в 3 км к северу от Артануджи, на левом берегу р. Артануджи, у подножия одноимённой крепости. По исследованию Вахтанга Джобадзе, монастырь делился на верхнюю и нижнюю части и включал пять малых зальных храмов. Сохранились лишь фрагменты кладки из розово-жёлтого камня.
В 1913 году руины монастыря посетил А. Флоренский, командированный Кавказским музеем. По его сведениям, в алтаре одного из храмов находилось мозаичное изображение Богородицы, почти полностью разрушенное. Флоренский сообщил, что местный ювелир по имени Уста-Гекорк снял мозаику с целью продажи за границу.
Флоренский также собрал и передал в музей несколько антефиксов (черепичных декоративных элементов) с изображениями животных и крестов, а также около 30 мозаичных камешков. Среди находок упоминается и перстень с изображением архангела Михаила и греческой надписью, ныне утраченный.
Антефиксы из Ахизы, по стилистическим признакам, датируются концом V — серединой VII века и, вероятно, относятся ко времени первоначального строительства храма.